# بانک مرکزی اردن
بانک مرکزی اردن (انگلیسی: Central Bank of Jordan) بانک مرکزی اردن است، که در سال ۱۹۶۴ تأسیس شد.